# はなまるべんと!
『はなまるべんと!』は、大宮祝詞による日本の4コマ漫画作品。芳文社の月刊雑誌『まんがタイムきららMAX』で2005年7月号から2009年10月号まで連載された。

## 登場人物
桐崎 あやめ（きりさき あやめ）
調理実習部部長。
料理は下手だが包丁使いは上手い。
料理が下手なのは調理法が分からないだけでなく、ご飯にチョコやチーズ、フレッシュジュースにレバーやうなぎなどの余計な物を入れてしまう事も一因。
食中毒事件や調理実習室のボヤ、安い食材の無駄買いなどで常にトラブルを引き起こす。
斎藤 千佳（さいとう ちか）
珠樹の幼馴染みで購買部部員。
訳あって珠樹の家が経営するアパートで一人暮らしをしている。
料理は得意だがお菓子作りはプリンが茶碗蒸しになるほど苦手。
常に冷静で登場人物一の常識人であるが、それ故に皆に振り回される。
高原 珠樹（たかはら たまき）
千佳の幼馴染で購買部部員。
資産家の娘で、複数のメイドがいる大豪邸に住んでいる。
手抜き料理とお菓子作りが得意。
普段はクール・面倒くさがり・きついキャラであるが、周りが見えなくなるほどの強烈なブラコンであるなど、ツンデレである。また、小さい頃はヒラヒラなドレスを着ていたなどの可愛い面も有る。
五十鈴 アスカ（いすず あすか）
片山マキの友人として登場。直ぐに調理実習部や購買部と親しくなり、部室に出入りするようになる。また、マキとの関係で生徒会室に行くようになり、近藤夕から孫のような寵愛を受ける。
本人曰く「食うに事欠いてる」ほど貧乏で、休日はもとより冬季でも夏物の制服を着ている。
その為、学校敷地内の誰も来ない場所（裏庭）を開墾し野菜を育てている。
片山 マキ（かたやま まき）
風紀委員。
常に刺又を持っている（持っていないように見えても何処からか出してくる）。
真面目だが流されやすく、風紀委員の活動が真っ当できない。
呪術により振り回される為、沖田聖を敵視するも勝てない。
清水 先生
珠樹と千佳の担任で調理実習部兼購買部顧問。
少女愛者で学校中に監視カメラを設置し盗撮している。
珠樹と千佳に「入部しない代わりに毎日履いてきたパンツの柄を報告しなさい」と言い購買部に入部させるという暴挙にでた。
味覚が壊れており、あやめが作った料理を好み、普通の食事が物足りない様子。
近藤 夕（こんどう ゆう）
生徒会副会長。現会長があまり仕事をしないため生徒会最高権限を持つ。
敏美とは古き友人でライバルだがしばしばいじられている。
苦手なものは辛い物と怖いものと黒いアレ。
アスカに甘い。
土方 敏美（ひじかた としみ）
生徒会書記長。武術では生徒会ナンバー3。
聡明で的確なアドバイスが出せるがなぜか数学は苦手。
あやめの調理部をその料理の殺傷能力において評価している。
好きなことは夕をいじめること。
スズ＆ライト
晃によって作られたアンドロイド。
本体がスズ、帽子がライト。
両方が独立AIのため意思疎通ができずスズはライトの発言にしばしば振り回される。
晃からパシリをつかまされるがよく失敗する。
本田 晃
科学部部長。10年前祖父から託された有人をスズとして蘇らせた。
沖田 聖
生徒会一年。不気味なお面と超ロングヘアと大きなアホ毛が特徴。
藁人形の呪術でマキを生徒会の試験で棄権させる。
豆が弱点。
永倉 陽
生徒会一年。その巨体ゆえあやめの料理の殺傷力を確かめる被験者にされる。
鈴木 有人（すずき ゆうと）
晃の知人。10年前18歳で他界した。

## エピソード
- たこ焼きの屋台のシーンで『有名店のたこ焼きの粉』として『くじゃく』のロゴ入りの袋が登場するが、作者縁の新潟県に本社を構える『ピーコック』と言うファーストフードチェーンが存在する。

## 書誌情報
芳文社より「まんがタイムKRコミックス」として刊行されている。
1. 第1巻（2008年1月10日 初版発行） ISBN 978-4-8322-7672-7
2. 第2巻（2009年4月10日 初版発行） ISBN 978-4-8322-7792-2

収録分が1話足らずに連載終了したため第3巻は発売されない。